# Technomyrmex voeltzkowi
Technomyrmex voeltzkowi é uma espécie de formiga do gênero Technomyrmex.